# Morti nel 605
| Questa pagina contiene informazioni ricavate automaticamente dalle voci biografiche con l'ausilio del template Bio e di un bot. L'aggiornamento è periodico e automatico e ricostruisce completamente la pagina. Se manca una persona in questa lista, sei pregato di non aggiungerla, ma accertati piuttosto che la sua voce biografica contenga il template Bio e che i dati anagrafici siano correttamente compilati. Se il template Bio manca, inseriscilo tu stesso o, in alternativa, metti l'avviso {{tmp\|Bio}} che ne segnala la mancanza. Se i dati riportati sono sbagliati, correggi direttamente la voce biografica; le modifiche saranno visibili in questa lista entro pochi giorni. Per chiarimenti vedi il progetto biografie. La lista contiene solo le 7 persone che sono citate nell'enciclopedia e per le quali è stato implementato correttamente il template Bio. Pagina aggiornata al 10 feb 2025. |

- 30 aprile - Pietro Levita, beato italiano
- 25 giugno - Damiano di Alessandria, arcivescovo cristiano orientale siriaco
- 25 settembre - Aunacario di Auxerre, vescovo franco
- 24 ottobre - Maglorio di Dol, vescovo e abate francese (n. 535)
- Ingenuino di Sabiona, vescovo e santo italiano
- Al-Qasim ibn Muhammad, arabo
- Zayd ibn Amr ibn Nufayl, poeta arabo